# U+F8FF
 (janvier 2022).
Si vous disposez d'ouvrages ou d'articles de référence ou si vous connaissez des sites web de qualité traitant du thème abordé ici, merci de compléter l'article en donnant les références utiles à sa vérifiabilité et en les liant à la section « Notes et références ».
Le point de code U+F8FF est le dernier caractère de la zone privée de la table Unicode, dans le plan multilingue de base (PMB).
Il est différent selon la police employée car il s'agit d'un caractère privé et non standard.

## Exemples
- Dans la plupart des polices sous Mac, le caractère représente la pomme croquée.
- Dans la police Wingdings 1, le caractère représente le logo Windows. Et sur certains ordinateurs[précision nécessaire], c'est (U+F000) qui le remplace.
- Dans la police Luxi, il est remplacé par le symbole euro.
- Depuis le 11 août 2021, le caractère représente le logo de la marque Apple dans la police d'écriture "Chirp" utilisée par Twitter.

## Sous Mac
Cet Unicode sous Mac est réservé au caractère « pomme » (). C’est un caractère disponible sur tous les claviers des Macintosh commercialisés par Apple et symbolise le logo de la marque mais aussi la touche de commande équivalente à la touche Windows des claviers PC. Son usage est peu courant car il n’est pas supporté dans tous les codages de caractères. Il est particulièrement utile pour symboliser les raccourcis clavier utilisés sur Mac. 

## Écrire dans un ordinateur Apple
Le caractère est accessible sur les claviers Mac AZERTY en maintenant option tout en appuyant sur la touche & ⌥ de la zone alphanumérique.

## Écrire dans un ordinateur Windows
Le caractère est accessible sur les claviers Mac AZERTY en maintenant Alt tout en appuyant sur la touche & et (⌥+&) de la zone alphanumérique. Sur les claviers QWERTY le raccourci est alt + shift + K (⌥+⇧+K).